# ディノランドUSA
ディノランドUSA（Dinoland USA）とは、ウォルト・ディズニー・ワールド内ディズニー・アニマル・キングダムにあるテーマランド。

## 概要

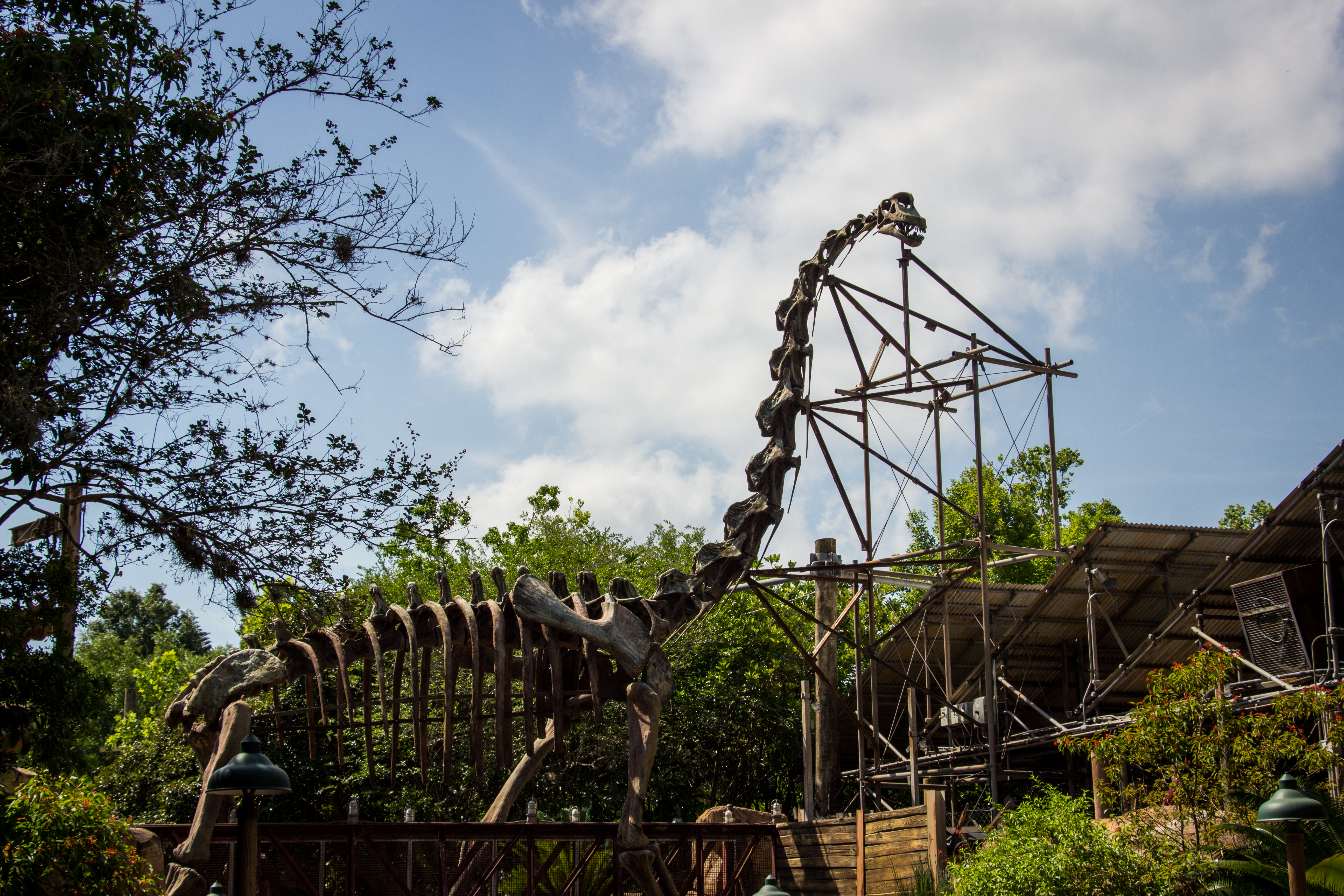
エントランスのブラキオサウルスの化石

恐竜をテーマにしたテーマエリア。恐竜をモチーフにした各種アトラクションや、化石などの展示を見ることができる。映画「ファインディング・ニモ」をモチーフにしたミュージカルもここで上映されている。
また、太古の時代にも今と変わらぬ姿で生きていたとされる、アメリカワニなどの生物も展示されている。
2002年に、「地元民のチェスターとヘスターの夫婦が恐竜発掘にあやかって、彼らが所有するガソリンスタンドと駐車場を土産物屋とアトラクションが楽しめる遊園地を道沿いに作った」という設定でミニエリア、「チェスター・アンド・ヘスターのディノ・ラマ（Chester and Hester's Dino-Rama）」を誕生させる形でオープンした。この遊園地は70年代にアメリカでよく見られたものである。
イマジニアのジョー・ロードによると、古生物学者のフィル・カリーやボブ・バッカーの意見を参考にこのエリアを設計した。
2022年9月11日のD23 ExpoでディノランドUSAのテーマ変更を含めた開発計画が初期段階ではあるが存在すると発表。アイデアの一つとしては映画「モアナと伝説の海」や「ズートピア」も候補であると語った。翌年9月9日のDestination D23ではディノランドUSAのリニューアルを南米から中米の「熱帯アメリカ」をテーマとして計画中であると発表。アトラクションの計画の一つとして映画「インディ・ジョーンズ」シリーズや映画「ミラベルと魔法だらけの家」などが候補であると発表。
2024年8月10日に開催されたD23 Expoで、正式にディノランドUSAのリニューアルを発表。エリアの街の名前はスペイン語で「希望の街」を意味する「プエブロ・エスペランザ（Pueblo Esperanza）」となることを発表。アトラクションとしてはディズニーランドや東京ディズニーシーとストーリーなどが異なるマヤ文明の神殿を舞台とするインディ・ジョーンズをテーマにしたライドや、映画「ミラベルと魔法だらけの家」をテーマにしたライド、カルーセルなどが建設される予定で、2024年秋からディノランドUSAを順次クローズし、2027年にオープン予定と発表。

## 施設の紹介

### アトラクション
- ボーンヤード（The Boneyard）
- ダイナソー（DINOSAUR）…「絶滅へのカウントダウン」(Countdown to Extinction) として営業していたが、2000年に映画「ダイナソー」のプロモーションのために現在の名前に改められた。類似アトラクションにディズニーランドやディズニーシーにあるインディ・ジョーンズ・アドベンチャーがある。
- ファインディング・ニモ: ビッグ・ブルー…アンド・ビヨンド！（Finding Nemo: The Big Blue… and Beyond!） - ウォルト・ディズニー・ワールド開園50周年記念の一環としてファインディング・ニモ-ザ・ミュージカル（Finding Nemo - The Musical）をリニューアルして2022年にオープン予定。テーマはファインディング・ドリーとなる[7]。
- ディノ・スー（Dino-Sue）
- クレラセアス・トレイル（Cretaceous Trail）
- チェスター・アンド・ヘスターのディノ・ラマ（Chester and Hester's Dino-Rama）- 2025年1月12日クローズ[8]
  - プリムバル・ウィール（Primeval Whirl） - 2020年クローズ。
  - トリケラトップ・スピン（TriceraTop Spin）

### ショップ
- Chester & Hester's Dinosaur Treasures - 2025年1月12日クローズ
- Dino Institute Shop

### レストラン
- Restaurantosaurus
- Dino-Bite Snacks
- Trilo-Bites
- Dino-Diner